# Anisostachya littoralis
Anisostachya littoralis är en akantusväxtart som beskrevs av Raymond Benoist. Anisostachya littoralis ingår i släktet Anisostachya och familjen akantusväxter. Inga underarter finns listade i Catalogue of Life.